# المكتبة البريطانية
المكتبة البريطانية (بالإنجليزية: British Library)‏ هي المكتبة الوطنية للمملكة المتحدة ومقرها لندن، وهي إحدى أهم مراكز البحث المكتبية في العالم حيث أنها إحدى أكبر المكتبات في العالم من حيث حجم محتوياتها. تضم المكتبة نحو 150 مليون عنصر من كل بقاع العالم وبمختلف اللغات وبأشكال مختلفة، سواء المطبوعة أو الرقمية، مثل الكتب والمخطوطات والرسومات والمجلات والجرائد والتسجيلات الصوتية والتسجيلات الموسيقية والفيديوهات وبراءات الاختراع والخرائط والطوابع وقواعد البيانات وغيرها.
من بين محتويات المكتبة هناك نحو 14 مليون كتاب (لا يفوقها في ذلك سوى مكتبة الكونغرس في الولايات المتحدة)، وكميات ضخمة من المخطوطات والعناصر التاريخية يعود أقدمها إلى 2000 سنة قبل الميلاد.
ونتيجة كونها مكتبة إيداع القانوني ، تتلقى المكتبة البريطانية نسخ من كل الكتب التي تنتج في المملكة المتحدة وأيرلندا، بما في ذلك نسبة كبيرة من العناوين في الخارج موزعة في المملكة المتحدة. كما أن لديها برنامجا لعمليات الاستحواذ المحتوى. ويضيف المكتبة البريطانية نحو ثلاثة ملايين بنود كل عام وتشغل 9.6 كيلومتر (6.0 ميل) من مساحة الأرفف الجديدة.
المكتبة هي هيئة عامة غير تابعة للإدارات برعاية وزارة الثقافة والإعلام والرياضة. وهي تقع على الجانب الشمالي من شارع يوستن في سانت بانكراس في لندن (ما بين محطة يوستن ومحطة السكك الحديدية سانت بانكراس)، وتضم مركزا لتخزين الوثائق وغرفة للقراءة قرب بوسطن سبا،2.5 ميل (4.0 كـم) شرق يذرباي في يوركشاير الغربية.
كان جزءا من مكتبة أصلا قسم من المتحف البريطاني ومن منتصف القرن 19 احتلت غرفة القراءة مستديرة الشهيرة . أصبحت منفصلة قانونا في عام 1973، وبحلول عام 1997 كانت قد انتقلت إلى مبناها الجديد بنيت لهذا الغرض في سانت بانكراس في لندن.

## خلفية تاريخية
تم إنشاء المكتبة البريطانية في 1 يوليو 1973 م نتيجة لقانون المكتبات البريطانية لعام 1972 . وقبل ذلك، كانت المكتبة الوطنية جزءا من المتحف البريطاني، التي وفرت الجزء الأكبر من حيازات المكتبة الجديدة، جنبا إلى جنب مع المنظمات الأصغر حجما التي كانت مطوية في (مثل المكتبة المركزية الوطنية، و مكتبة الإقراض الوطنية للعلوم والتكنولوجيا والمراجع القومي البريطاني). في عام 1974 وظائف تمارس سابقا من قبل مكتب المعلومات العلمية والتقنية تم الاستيلاء عليها. أصبح مكتبة المكتب والسجلات الهندية وHMSO ورش التجليد في عام 1982أصبحت من مسؤوليات المكتبة البريطانية. في عام 1983، استوعبت مكتبة أرشيف الصوت الوطني، والذي يحمل العديد من التسجيلات الصوتية والفيديو، مع أكثر من مليون قرص والآلاف من الأشرطة.

## مواقع خارجية
- المكتبة البريطانية على موقع الموسوعة البريطانية (الإنجليزية)
- المكتبة البريطانية على موقع الموسوعة البريطانية (الإنجليزية)
- المكتبة البريطانية على موقع الموسوعة البريطانية (الإنجليزية)
- المكتبة البريطانية على موقع الموسوعة البريطانية (الإنجليزية)
- موقع المكتبة
- المكتبة البريطانية تنشر نصف مليون وثيقة عن تاريخ المنطقة العربية على الإنترنت